# 城东街道 (富锦市)
城东街道，是中华人民共和国黑龙江省佳木斯市富锦市下辖的一个乡镇级行政单位。

## 行政区划
城东街道下辖以下地区：
福前社区第一社区、福前社区第二社区、福前社区第三社区、福前社区第四社区、东平社区第五社区、东平社区第六社区、东平社区第七社区、东平社区第八社区、南岗社区第九社区、南岗社区第十社区、南岗社区第十一社区、南岗社区第十二社区、南岗社区第十三社区、文化社区第二十二社区、文化社区第二十三社区、文化社区第二十四社区、文化社区第二十五社区、朝阳社区第二十六社区、朝阳社区第二十七社区、朝阳社区第二十八社区、朝阳社区第二十九社区、向阳社区第三十社区、向阳社区第三十一社区、向阳社区第三十二社区、向阳社区第三十三社区、向阳社区第三十四社区、繁荣社区第三十五社区、繁荣社区第三十六社区、繁荣社区第三十七社区、繁荣社区第三十八社区和繁荣社区第三十八社区。